# Дмитриев, Юрий Дмитриевич
Юрий Дмитриевич Дмитриев (настоящая фамилия Эдельман; 1926—1989) — советский писатель-натуралист, педагог.

## Биография
Юрий Дмитриев родился в Москве, в семье врача. Участник Великой Отечественной войны. После войны сотрудничал с газетой «Московский комсомолец» и учился на филологическом факультете Московского государственного университета (окончил в 1950 году), затем преподавал русский язык и литературу в школе. Прослушал теоретический курс аспирантуры при Академии педагогических наук (1955).
В середине 1950-х годов Дмитриев подготовил кандидатскую диссертацию на тему: «Научно-художественная литература для детей (творчество писателей-анималистов)», в которой он анализировал преемственные связи в творчестве Виталия Бианки, Максима Зверева, Николая Плавильщикова, Веры Чаплиной, Евгения Чарушина. В процессе работы над диссертацией Дмитриев публикует в журнале «Начальная школа» статьи, посвященные творчеству Бианки, Чарушина и Чаплиной.
Однако в творческой биографии Юрия Дмитриева педагогика и литературоведение вскоре уступают место собственному писательскому труду. В 1957 году выходит в свет его первая книга «Зеленый патруль», посвященная теме защите природы. Этой теме Дмитриев остался верен на протяжении всей своей жизни, хотя параллельно работал и над созданием целого ряда историко-революционных книг — от биографий Григория Котовского, матроса Железняка, Михаила Фрунзе, Феликса Дзержинского, до документальных очерков о В. И. Ленине.
Книги Юрия Дмитриева о природе знакомят маленьких читателей с жизнью, чудесами и загадками животного и растительного мира. Чтение любой его книжки — это беседа с умным педагогом, умеющим показать читателю любого возраста, как важно беречь мир, где всё взаимосвязано. «Мне хочется, — говорит писатель, — помочь людям понять, какой удивительный и прекрасный мир перед нами, где каждое дерево, каждая бабочка, каждая птица — чудо». К.Г.Паустовский сказал о молодом еще тогда писателе Дмитриеве, что у него "левитановское зрение, точность учёного и образность поэта".
Умер в 1989 году. Похоронен на Введенском кладбище (21 уч.).

## Произведения
- «Зеленый патруль» (Детгиз, М., 1957, экранизирован в 1961 г.)
- «Золотой поезд» (Трудрезервиздат, М., 1959)
- «Добрый дятел» (Всероссийское общество охраны природы, М., 1960)
- «Рассказы о Григории Ивановиче Котовском» («Детский мир», М., 1961)
- «Матрос Железняк» («Детский мир», М., 1962)
- «Почему утонул плавунец» (Детгиз, М., 1962)
- «Рассказы о Фрунзе» («Детский мир», М., 1963)
- «Егорка и красная звезда» (Калининградское книжное издательство, Калининград, 1964)
- «Кто в лесу живёт и что в лесу растёт» («Детская литература», М., 1965)
- «Первый чекист. Дзержинский: Эпизоды героической жизни» («Молодая гвардия», М., 1967)
- «Рассказы о революционерах» (Карельское книжное издательство, Петрозаводск, 1968)
- «Город желтых труб» («Малыш», М., 1968)
- «Города-герои» («Малыш», М., 1969)
- «Здравствуй, белка! Как живёшь, крокодил?» («Детская литература», М, 1970)
- «Человек и животные. Книга 1» («Детская литература», М., 1973)
- «Человек и животные. Книга 2» («Детская литература», М., 1975)
- «Необыкновенный охотник: Альфред Брем» («Молодая гвардия», М., 1974)
- «За одно его дыхание. Документальные очерки о В. И. Ленине» (в соавторстве с Я. Мушиным. «Молодая гвардия», М., 1977)
- «Соседи по планете. Насекомые» (Детская литература, М., 1977)
- «Соседи по планете. Земноводные и пресмыкающиеся» (Детская литература, М., 1978)
- «Соседи по планете. Млекопитающие» (Детская литература, М., 1981)
- «Тропинка в лесу» (Детская литература, М., 1982)
- «Соседи по планете. Птицы» (Детская литература, М., 1984)
- «Соседи по планете. Домашние животные» (Детская литература, М., 1985)
- «Тринадцать чёрных кошек» (Детская литература, М., 1988)

## Творческие награды
- Многотомной энциклопедии Ю. Дмитриева «Соседи по планете» в 1982 году была присуждена Международная Европейская премия.
- Книга Юрия Дмитриева «Тринадцать чёрных кошек» в 1989 году получила Почётный диплом имени Х.-К. Андерсена.